# ダニエル・ラドクリフ
ダニエル・ジェイコブ・ラドクリフ（英: Daniel Jacob Radcliffe, 1989年7月23日 - ）は、イギリスの俳優。ロンドン南西部のフラム出身。身長165cm。愛称はダン（Dan）。

## 略歴
父は元著作権エージェントで、一人息子として生まれる。現在はラドクリフの世話役。母はキャスティングディレクター。2人とも元俳優である。
協調運動障害を抱えていることを公表しており、俳優を志すようになったのも、学校での生活がうまくいかず、学校以外で活躍できる場所を見つけるためだったという。
1999年、BBCのドラマ『デビッド・コパーフィールド』でデビュー。
子役として活動していたころ、ちょうど世界的ベストセラー小説『ハリー・ポッターと賢者の石』の映画化にあたり、「ホーム・アローン」シリーズで著名だったクリス・コロンバスが、主役ハリー・ポッター役のオーディション選考を行なっていたが、なかなかハリーのイメージに合う少年が見つからなかった。当時11歳だったラドクリフもオーディションを受けようとしたが、他の仕事が入ったため断念した。しかし、両親と芝居を観に行っていた際、偶然同席していたスタッフがラドクリフを見てオーディション参加を打診し、ハリー役を射止めた。ラドクリフによれば、前述の『デビッド・コパーフィールド』で共演していたマギー・スミスが推薦してくれたのだろうとも後に語っている。
また、クリス・コロンバスはホーム・アローンシリーズでマコーレー・カルキンの両親が映画が原因で離婚したことを反省し、両親も審査した。ダニエルのことを第一に考えており、正に適切な配役だった。

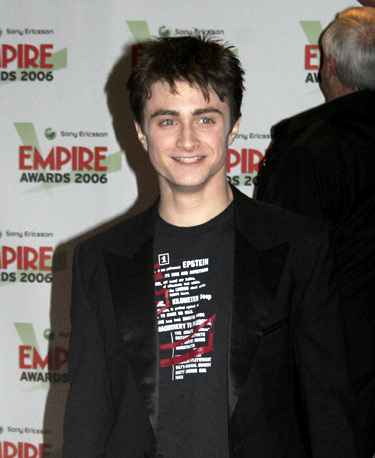
エンパイア・アワード2006

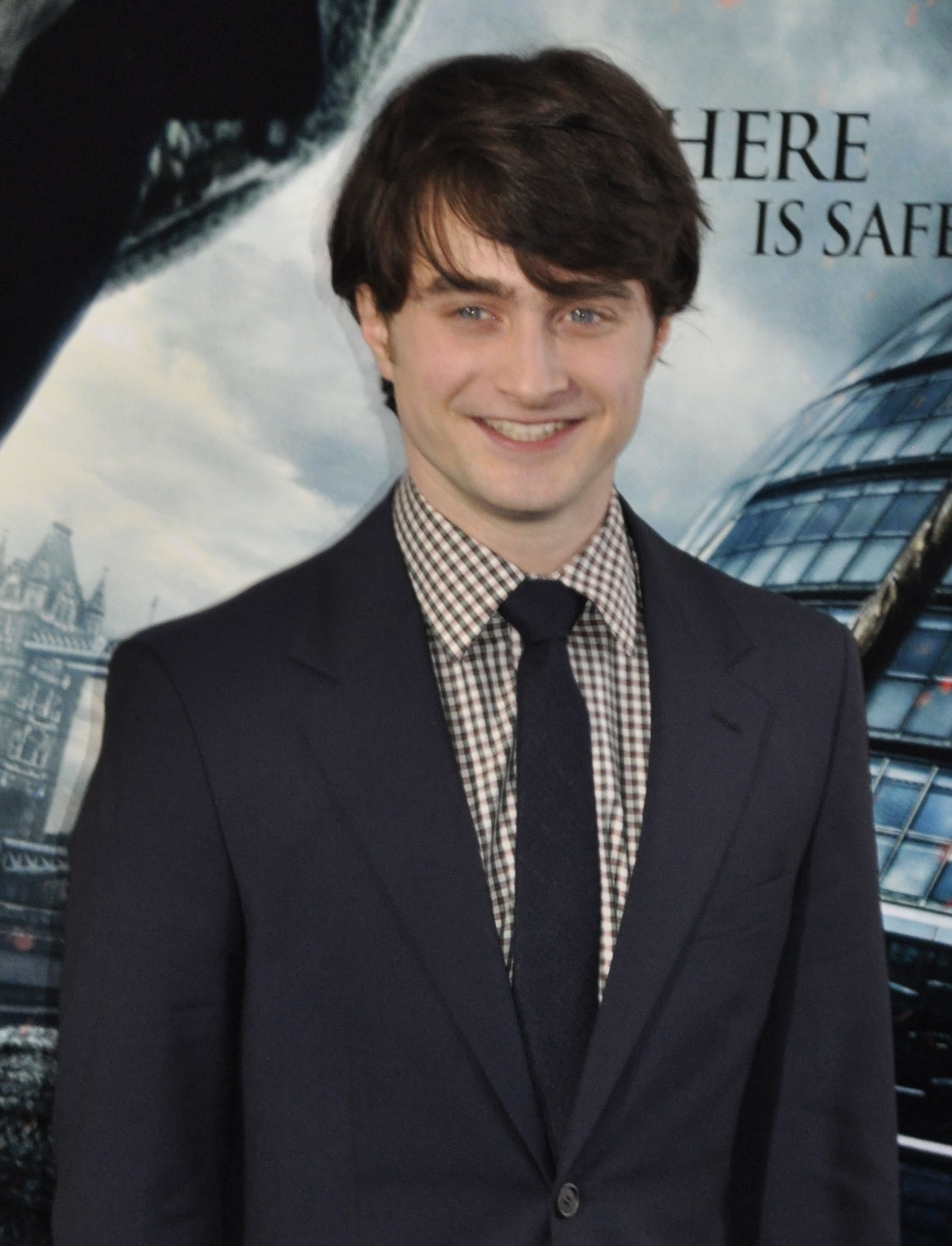
『ハリー・ポッターと死の秘宝 PART1』のプレミア（2010年）

そして同映画が世界的メガヒットになり、一大出世作となる。2002年12月の初訪日には、空港に多くのファンが押し寄せた。その際に、ハリー・ポッターの扮装をしたファンを「ポッタリアン」と呼んだ。本来ハリー役は、シリーズ2作目以降は本人の成長にともなって代役を立てる予定だったが、あまりにハリー役がはまっていたことや、ストーリーにともなってキャラクターもきちんと年を取るシリーズであること、原作者の強い意向などから、そのままシリーズ最終作まで続投となった。
2007年、舞台『エクウス』に出演。全裸姿で演技を披露し話題を呼んだ。共演者のローラ・オトゥールとは交際が報道されたが、2008年1月に破局している。
2007年から数年間ストレスが原因のアルコール依存症に陥り、『ハリー・ポッター』の撮影時もアルコールが残ったまま参加したことがあると告白し、話題となった。またアルコール依存症が原因で両親と疎遠になったが、約2年間禁酒し、両親との関係は修復されたと語っている。2012年12月、再び酒を飲んで喧嘩騒ぎを起こし、アルコール依存症が再発したと報じられた。2017年現在では、2013年の冬より再び禁酒している。
2012年はじめに突然激しい頭痛に襲われ、仕事を複数キャンセルした。病院で検査を受けたところ、群発頭痛というまれな病気を発症していることがわかった。群発頭痛は別名「自殺頭痛」とも呼ばれ、発作が起きると「スプーンで目玉をえぐられるほど」の激痛が一定期間、毎日のように続くという。「とてつもない痛みで、偏頭痛がかわいく感じるほどだ。その痛みに襲われると、自分がすごく根性なしに思えた。毎日すごく強い頭痛薬を飲んでいたのに『どうして痛みが治まらないんだ？』と思った。」と語っている。なお群発頭痛は現在でも原因が解明されておらず、予防薬を飲んだり痛み止めの注射を打ったり、薬を飲んだりする以外に、根本的な治療法は確立されていない。
2019年、TBSで放映されたサイモン・リッチの同名作品の映像化『ミラクル・ウォーカーズ』にクレイグ役で主演、第2シーズンも翌年に放映された。
2020年、アクションコメディ映画『ガンズ・アキンボ」に主演、ジェイソン・レイ・ハウデンによって監督されたこの映画は共演にサマラ・ウィーヴィングやナターシャ・リュー・ボルディッツォなどを迎えた、同年には1979年に南アフリカで起こった集団脱獄の実話を描いたスリラー映画『プリズン・エスケープ 脱出への10の鍵』でも主演を務める。
2022年1月にHBO Maxで配信された『ハリー・ポッター20周年記念: リターン・トゥ・ホグワーツ』では『ハリー・ポッター』のキャスト陣と再び共演。同年にはサンドラ・ブロックやチャニング・テイタムらとともにメインキャストとして出演した『ザ・ロストシティ』で悪役に挑戦。アル・ヤンコビックの伝記パロディー映画『こいつで、今夜もイート・イット ～アル・ヤンコビック物語～』ではヤンコビック役を演じた、この作品での演技によりプライムタイム・エミー賞にノミネートされた。
2022年初頭、オフウェイ・ブロードシアターに再び挑戦し、スティーヴン・ソンドハイムのミュージカル『メリリー・ウィー・ロール・アロング』の再演に参加、チャーリー役を演じた。共演者にはジョナサン・グロフやリンゼイ・メンデズなど。再演は11月21日から始まり、12月12日にオープン、この規模としては2023年1月8日までの短期契約で行われ、その後は批評家に絶賛されたブロードウェイでの再演となる。この舞台での演技によりダニエルは初のトニー賞受賞となる最優秀ミュージカル俳優賞を受賞した。

## 人物
2匹のボーダー・テリアを飼っており、名前は「ビンカ」 "Binka" と 「ナゲット」 "Nugget"。
セックス・ピストルズの大ファンであり、みずからベースを演奏する。
イギリスの俳優ゲイリー・オールドマンのファンであり、『ハリー・ポッター』シリーズでは共演している。また、アイシュワリヤー・ラーイ・バッチャンとキャメロン・ディアス、スカーレット・ヨハンソン、ナタリー・ポートマン、ベン・スティラーのファンでもある。
『ハリー・ポッター』シリーズで共演したベラトリックス・レストレンジ役を演じたヘレナ・ボナム＝カーターに恋心を抱いていた。
2009年8月、ゲイ向けの雑誌アティチュードのインタビューに答えた。彼は本誌にて、イギリスの政党である自由民主党の支持を表明した。なお、2012年には支持を撤回している。
『キル・ユア・ダーリン』で共演したエリン・ダークとは2012年から10年以上にわたって交際している。2023年3月、ダークが妊娠中であることを発表した。4月、第1子が誕生したことを公表。LGBTの権利を支持する活動を行っており、パートナーのエリン・ダークと共にトランスフォビアの攻撃の対象となったこともある。
クリケットの大ファンであり、公の場でクリケットに対する熱烈な愛を語っている。好きな選手はインドの伝説的な選手であるサチン・テンドルカールであり、2007年にはイングランドとインドのクリケットの国際試合において、サチン・テンドルカールのサインを貰うために列に並んだ。ラドクリフは、「友達と私はサチンに会えてサインを貰うことができてとても嬉しかったです。私は大ファンです。彼はまさにレジェンドだ。」と語った。

### 複雑な血筋の告白
父は北アイルランド出身、母はユダヤ系イギリス人であるが、特定の宗教にこだわらず自由な家庭環境であった。
オーストラリアを訪問中に、朝のテレビ番組『Today 』に出演し、番組の司会者から「ずいぶん長い間『ハリー・ポッター』のダークな面と取り組んでいるけれども、君は信心深いの」と聞かれ、「そんなことはないです。母はユダヤ系、父はプロテスタント。宗教的に興味深い環境になっていますが、僕は全然信心深くない無神論者です」と回答した。アメリカの映画俳優は、自分の血筋を公言することが通常ではないため、新聞紙で大スクープになった。
2012年7月22日に、南アフリカのCityPressに対し、「自分は（上記のほか）南アフリカ人、ポーランド人、ロシア人などの血が入っている」と告白、南アフリカとのつながりがあることを強調した。母方の祖父が南アフリカ人であるが、「“世界で最も良い人”というようなタイプではなかったので、僕たちはほとんどこのことを話さない。祖父は基本的に祖母のことを大事にしない人だった。だから祖母は生まれて2週間の僕の母親を連れて、南アフリカから逃げた。母は南アフリカ航空で南アフリカから出国した赤ちゃんの中で、最年少だったそうだ。」と語っている。

### 反英国王室発言
米ニュースサイト「デイリー・ビースト」のインタビューでは、英国の王制に反対であることを明かしている。
「君主制の意義が分からない。もちろん強い愛国心を抱いているし、英国民であることは大きな誇りだ。だけど君主制がこの国の問題を象徴していると思う。王室が間違ったことをしているわけじゃないけど、階級制度が好きになれない」（和訳）
また、ヘンリー王子がパキスタン人に対する差別用語を使用したり、仮装パーティーでナチス・ドイツの制服を着用したりした問題についても苦言を呈している。
2012年、エリザベス女王即位60周年祝賀コンサートのテーマソングのリードボーカルに、ブロードウェイでミュージカルに出演した経験から起用が検討されていたが、反王室的な発言により取り止めたと、コンサートの発起人の一人であるアンドルー・ロイド・ウェバーがテレグラフ紙に語っている。

## 資産
2009年10月、英大衆紙『ザ・サン』によると、20歳ながらその総資産が十数億円といわれているが、ニューヨークのグリニッジ・ヴィレッジに376万ポンド（日本円で約5億6000万円）のタウンハウスを新たに購入したようである。すでにニューヨーク市内に2つの豪華な物件を所有しており、今回で3軒目となる。この物件は5つのベッドルームに4つのバスルーム、6つの暖炉と庭を備えているという。
2010年2月、『ヴァニティ・フェア』誌が「2009年に最も稼いだハリウッドの稼ぎ手」のランキングを発表し、4,100万ドル（日本円で約39億9,000万円）を稼いで6位にランクインした。この金額は映画の出演料だけでなく、商品のロイヤリティ収入なども含んでいる。
2010年9月、経済誌『フォーブス』が「過去1年間で最も高額なギャラを獲得したハリウッドの俳優」のランキングを発表し、1,660万ドル（日本円で約14億1,100万円）を稼いで5位にランクインした。
2010年10月、『デイリー・メール』紙の電子版によると、この1年間で個人資産が昨年の2倍に届くほどに増えているという。両親が資産管理のために2000年に設立した会社「ギルモア・ジェイコブス」が経営状況を公表し、その結果現在の総資産は2850万ポンド（日本円で約37億円）に達しているという。1800万ポンド（日本円で約23億円）相当の固定投資があり、また、映画関連で800万ポンド（日本円で約10億円）貸付金、さらに銀行には370万ポンド（日本円で約4億8000万円）の預貯金がある。また、ニューヨークに所有する3つの不動産の価値は1000万ポンド（日本円で約13億円）であるほか、ロンドンにも住宅を所有している。こうした金額から権利者へ支払う金額を差し引いても、現在の資産は2850万ポンドとなり、2009年に公表した総資産1500万ポンド（日本円で約19億円）の2倍に近い財産を築き上げたことになる。この金額はイギリス王室のウィリアム王子、ハリー王子の2800万ポンド（日本円で約36億円）よりも多い資産である。
2010年11月、英『ヒート・マガジン』が「最もリッチな30歳以下のイギリス人スターランキング」を発表し、推定総資産額が約4560万ポンド（日本円で約59億5900万円）で1位にランクインした。この総資産の内2500万ポンド（日本円で約32億6700万円）は、シリーズ最終章の『ハリー・ポッターと死の秘宝』のPART1とPART2で稼いだという。
2011年5月、『BANG Media International』によると、イギリスの30歳未満の億万長者リストが発表された。昨年の収入は約2,850万ポンド（約37億6,200万円）で、総資産は4,800万ポンド（約63億3,600万円）と推定されており、この金額は第5位で俳優としてはトップの資産になるという。
2011年7月、英紙『ガーディアン』によると、ニューヨークのトライベッカとグリニッジ・ビレッジ、ソーホーに総額1050万ポンド（日本円で約13億円）の不動産を3軒所有しており、ソーホーのアパートは週3000ポンド（日本円で約38万円）で賃貸に出し、ほかにもロンドン市内に73万ポンド（約9300万円）のマンションも所有しているという。

## フィルモグラフィ
※役名の太字表記は主演。

### 映画
| 年   | 題名                                                                           | 役名                         | 備考                         | 吹き替え           |
| ---- | ------------------------------------------------------------------------------ | ---------------------------- | ---------------------------- | ------------------ |
| 2001 | テイラー・オブ・パナマ The Tailor of Panama                                    | マーク・ペンデル             |                              | 亀井芳子           |
| 2001 | ハリー・ポッターと賢者の石 Harry Potter and the Sorcerer's Stone               | ハリー・ポッター             | 小野賢章                     |                    |
| 2002 | ハリー・ポッターと秘密の部屋 Harry Potter and the Chamber of Secrets           | ハリー・ポッター             | 小野賢章                     |                    |
| 2004 | ハリー・ポッターとアズカバンの囚人 Harry Potter and the Prisoner of Azkaban    | ハリー・ポッター             | 小野賢章                     |                    |
| 2005 | ハリー・ポッターと炎のゴブレット Harry Potter and the Goblet of the Fire       | ハリー・ポッター             | 小野賢章                     |                    |
| 2007 | ハリー・ポッターと不死鳥の騎士団 Harry Potter and the Order of the Phoenix     | ハリー・ポッター             | 小野賢章                     |                    |
| 2007 | ディセンバー・ボーイズ December Boys                                           | マップス                     | 小野賢章                     |                    |
| 2009 | ハリー・ポッターと謎のプリンス Harry Potter and the Half-Blood Prince          | ハリー・ポッター             | 小野賢章                     |                    |
| 2010 | ハリー・ポッターと死の秘宝 PART1 Harry Potter and the Deathly Hallows - Part 1 | ハリー・ポッター             | 小野賢章                     |                    |
| 2011 | ハリー・ポッターと死の秘宝 PART2 Harry Potter and the Deathly Hallows - Part 2 | ハリー・ポッター             | 小野賢章                     |                    |
| 2012 | ウーマン・イン・ブラック 亡霊の館 Woman in Black                               | アーサー・キップス           | 小野賢章                     |                    |
| 2013 | キル・ユア・ダーリン Kill Your Darlings                                        | アレン・ギンズバーグ         | 小野賢章                     | 日本劇場未公開     |
| 2013 | ホーンズ 容疑者と告白の角 Horns                                                | イグ・ペリッシュ             | 小野賢章                     |                    |
| 2013 | もしも君に恋したら。 The F Word / What If                                      | ウォレス                     | 日本劇場未公開               | （吹き替え版なし） |
| 2015 | エイミー、エイミー、エイミー! こじらせシングルライフの抜け出し方 Trainwreck    | 犬の散歩人                   | カメオ出演                   | 小野賢章           |
| 2015 | ヴィクター・フランケンシュタイン Victor Frankenstein                           | イゴール・ストラウスマン     | 日本劇場未公開               | 小野賢章           |
| 2016 | スイス・アーミー・マン Swiss Army Man                                          | メニー                       |                              | 小野賢章           |
| 2016 | グランド・イリュージョン 見破られたトリック Now You See Me 2                   | ウォルター・メイブリー       |                              | 小野賢章           |
| 2016 | アンダーカバー Imperium                                                        | ネイト・フォスター           | 限定公開                     | 水野駿太郎         |
| 2017 | ウディ・ハレルソン ロスト・イン・ロンドン Lost in London                       | 本人役                       | カメオ出演                   | （吹き替え版なし） |
| 2017 | ジャングル ギンズバーグ19日間の軌跡 Jungle                                     | ヨッシー・ギンズバーグ       | 限定公開                     | 小野賢章           |
| 2018 | ローゼンクランツとギルデンスターンは死んだ Rosencrantz & Guildenstern Are Dead | ローゼンクランツ             | ナショナル・シアター・ライブ |                    |
| 2018 | フライト・リミット Beast of Burden                                             | ショーン                     | 限定公開                     | 小野賢章           |
| 2019 | プレイモービル マーラとチャーリーの大冒険 Playmobil: The Movie                 | レックス・ダッシャー         | 声の出演                     | 森久保祥太郎       |
| 2019 | ガンズ・アキンボ Guns Akimbo                                                   | マイルズ・リー・ハリス       |                              | 小野賢章           |
| 2020 | プリズン・エスケープ 脱出への10の鍵 Escape from Pretoria                       | ティム・ジェンキン           |                              | 小野賢章           |
| 2022 | ザ・ロストシティ The Lost City                                                 | アビゲイル・フェアファックス |                              | 小野賢章           |

### テレビシリーズ
| 年        | 題名 | 役名                                 | 備考                                          | 吹き替え           |
| --------- | --- | ------------------------------------ | --------------------------------------------- | ------------------ |
| 1999      | デビッド・コパーフィールド David Copperfield                                                             | 少年時代のデビッド・コパーフィールド |                                               |                    |
| 2005      | Foley and McColl: This Way Up                                                                            | 交通監視員 / 本人                    | N/A                                           |                    |
| 2006      | エキストラ:スターに近づけ! Extras                                                                        | 本人役                               |                                               |                    |
| 2007      | ダニエル・ラドクリフの マイ・ボーイ・ジャック My Boy Jack                                                | ジャック・キップリング               | テレビ映画                                    | 林勇               |
| 2012      | サタデー・ナイト・ライブ Saturday Night Live                                                             | 本人（ホスト）                       | 「Daniel Radcliffe/Lana Del Rey」             |                    |
| 2012-2013 | ヤング・ドクター A Young Doctor's Notebook                                                               | ヤング・ドクター                     | 計8話出演                                     | 小野賢章           |
| 2015      | ボージャック・ホースマン BoJack Horseman                                                                 | 本人役                               | 声の出演 第2シーズン第8話「さあ、確かめよう」 | TBA                |
| 2015      | The Gamechangers                                                                                         | サム・ハウス                         | テレビ映画                                    | N/A                |
| 2019-     | Miracle Workers                                                                                          | クレイグ                             | 主演 兼製作監督                               | N/A                |
| 2020      | アンブレイカブル・キミー・シュミット: キミーVS教祖 Unbreakable Kimmy Schmidt: Kimmy vs the Reverend      | フレデリック王子                     | 特別番組                                      | 小野賢章           |
| 2022      | ハリー・ポッター20周年記念: リターン・トゥ・ホグワーツ Harry Potter 20th Anniversary: Return to Hogwarts | 本人                                 | 再会特別番組                                  | 小野賢章           |
| 2022      | こいつで、今夜もイート・イット ～アル・ヤンコビック物語～ Weird: The Al Yankovic Story                   | ウィアード・アル・ヤンコビック       | テレビ映画                                    | （吹き替え版なし） |

### 舞台
- The Play What I Wrote (2002、ウエスト・エンド) - 秘密のゲスト
- エクウス Equus (2007、ウエスト・エンド) - 主演・アラン・ストラング 役
- エクウス Equus (2008、ブロードウェイ) - 主演・アラン・ストラング 役
- ミュージカル「努力しないで出世する方法」 How to Succeed in Business Without Really Trying  (2011、ブロードウェイ) - 主演・フィンチ 役
- 夢の島イニシュマーン The Cripple of Inishmaan (2014、ブロードウェイ)- 主演・ビリー 役
- プライバシー Privacy (2016、オフ・ブロードウェイ) - 主演
- ローゼンクランツとギルデンスターンは死んだ Rosencrantz & Guildenstern Are Dead (2017、オールド・ヴィック・シアター) - ローゼンクランツ役
- The Lifespan of a Fact (2018、ブロードウェイ）- 主演・Fingal役

## 日本語吹き替え
『ハリー・ポッターと賢者の石』以降、ほぼ全ての作品を小野賢章が担当し、専属（フィックス）となっている。
小野以外にも、過去に亀井芳子、水野駿太郎、林勇などが声を当てたこともあった。